# Alagoas

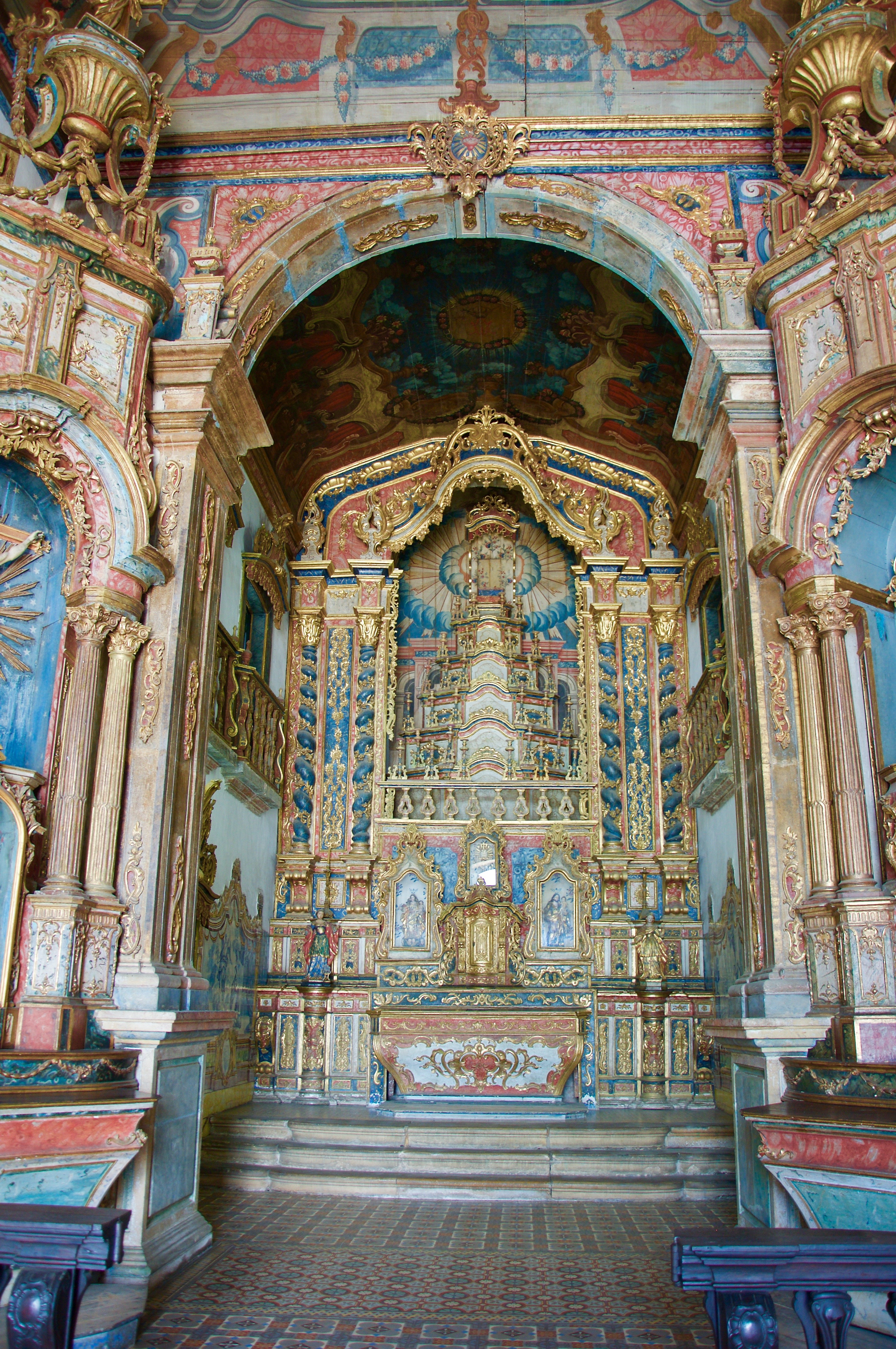
Altaret i Igreja de Nossa Senhora da Corrente, Penedo.

Alagoas är en delstat i Brasilien och den är belägen i den nordöstra delen av landet. Folkmängden uppgår till cirka 3,3 miljoner invånare. Alagoas är med en yta på 27 779 km² den näst minsta delstaten i landet. Större städer är huvudstaden Maceió samt Arapiraca. Staten har 1,6% av den brasilianska befolkningen och producerar 0,75% av landets BNP.